# Lorenz Langermann (der Ältere)
Lorenz Langermann, auch Laurentius Langermann, Lorenz Langermann der Ältere (* 27. November 1556 in Hamburg; † 30. August 1620 ebenda) war ein Hamburger Domherr und Autor geistlicher Schriften.

## Leben
Lorenz Langermann entstammte einer in Hamburg seit dem 16. Jahrhundert verbreiteten patrizischen Familie. Er studierte ab Mai 1576 an der Universität Rostock, soll dann Klosterschreiber im Kloster Itzehoe gewesen sein und holstein-gottorfischer Rat. Nach seiner Rückkehr nach Hamburg erhielt er am 16. September 1687 eine Stelle als Domherr im Hamburgischen Domkapitel. Zuletzt war er Senior des Domkapitels.
Langermann war kein studierter Theologe, wurde aber als geistlicher Lehrer und Schriftsteller bekannt. Er war der ursprüngliche Verfasser der Kreuzschule oder des rechten Christentums Wahrzeichen, bestehend in einem ausführlichen christlichen Unterrichte von dem lieben Kreuze. Die Schrift wurde zuerst 1606 von Valentin Wudrian, Hauptpastor zu St. Petri in Hamburg, herausgegeben und erlebte mehr als 60 Ausgaben, auch in holländischer und dänischer Übersetzung und meist unter Wudrians Namen. Ebenso von Langermann stammte die Schola pietatis catecheticae, das ist Katechismusschule, oder … Meditationes … über die Hauptstücke des Catechismi Lutheri, zuerst in Hamburg 1628 erschien, mehrfach wieder aufgelegt, vor allem 1721 mit einer Vorrede von Erdmann Neumeister.
Er war verheiratet mit Anna, geb. Moilken. Das Paar hatte drei Töchter und vier Söhne:
- Margaretha (1594–1655) heiratete den Juristen Dr. David Gronov und war die Mutter von Johann Friedrich Gronovius
- Elisabeth, verheiratet mit dem Lübecker Domherrn Hermann Pincier
- Anna († 1663), verheiratet mit Dr. Albert Treckel
- Lorenz Jr. (1595–1658), Dänischer Rat und Gesandter beim Friedenskongress in Osnabrück, Domdekan in Hamburg
- Gerhard (1603–1646), Jurist, braunschweigischer und holstein-gottorfischer Rat[3]
- Paul (1596–1659), Apotheker und Gewürzhändler, Oberalter in Hamburg,[4] Vater von Johann Lorenz Langermann
- Dieterich, Senator in Hamburg

## Werke
- Schola Pietatis Catecheticae. Das ist: Catechismus Schuel : Gottselige/ anmutige/ schöne Meditationes, oder Betrachtung uber die Häuptstücke des H. Catechismi Doctor: Martini Lutheri. Hamburg: Hering 1628
- Schola Crucis Et Tessera Christianismi; Das ist/ Ein außführlicher/ Christlicher Unterricht/ von dem lieben Creutze/ welches ist aller wahren Christen HoffFarbe/ wie nütze/ heylsam und nötig es sey/ Und wie sich ein jeglicher darinn schicken und verhalten solle : Allen frommen Christlichen Hertzen/ die mit Creutz und Trübsal beladen seyn/ zu Trost und Unterweisung auß Gottes Wort ... zusammen getragen / von einem wolversuchten CreutzBruder und Nachfolger Christi/ Jetzo aber auffs newe ubersehen/ Mit etlichen Capiteln vermehret/ und in richtige Ordnung gebracht/ Durch M. Valentinum Wudrian ... Hamburg: Hering 1630

Digitalisat der Ausgabe Hamburg 1635, Staats- und Universitätsbibliothek Hamburg